# Orontes I
Orontes I (em persa antigo: *Arvanta-; em latim: Orontes, Oronta; em armênio: Երուանդ; romaniz.: Erwand; em grego clássico: Ὀρόντης; romaniz.: Oróntēs; morreu em 344 a.C.) foi um nobre bactriano que serviu como oficial militar do Império Aquemênida na primeira metade do século IV a.C.. Aparece pela primeira vez em 401 a.C. como sátrapa da Armênia, quando participou da Batalha de Cunaxa, assediando os Dez Mil após sua retirada. No mesmo ano, casou-se com Rodoguna, filha do xainxá Artaxerxes II (r. 404–358 a.C.).
Na década de 380 a.C., junto com o sátrapa Tiribazo, foi designado para liderar a campanha contra Evágoras I (r. 411–374 a.C.), o rei de Salamina, em Chipre. A campanha foi inicialmente bem sucedida, com Evágoras oferecendo-se para fazer a paz. Porém, após o fracasso das negociações entre ele e Tiribazo, Orontes acusou o último de prolongar deliberadamente a guerra e de planejar declarar independência. Isso levou à demissão e prisão de Tiribazo. Na sequência houve uma cadeia de eventos que enfraqueceram as forças persas, forçando Orontes a fazer a paz com Evágoras em 380 a.C.. Os termos do tratado eram que Evágoras seria obrigado a pagar tributo ao xainxá, mas como rei subordinado e não como escravo. Artaxerxes II não considerou a conclusão da guerra satisfatória, pois custou 15 mil talentos, e como resultado Orontes caiu em desgraça.
Orontes reaparece em 362/1 a.C., como hiparca da Mísia e líder dos sátrapas revoltosos da Ásia Menor. A revolta durou pouco, pois traiu seus aliados e transferiu sua lealdade a Artaxerxes II. Segundo o historiador grego clássico Diodoro Sículo (falecido em ca. 30 a.C.), pensou que seria muito recompensado se o fizesse num ponto tão crítico. Como Orontes possuía tropas e dinheiro, muitos outros sátrapas seguiram o exemplo e a revolta terminou em 360/59 a.C.. Orontes revoltou-se outra vez em 354/3 a.C., quiçá devido à sua decepção com as recompensas que recebeu. Tomou a cidade de Pérgamo, mas se reconciliou com o filho e sucessor de Artaxerxes, Artaxerxes III (r. 358–338 a.C.), e devolveu-lhe a cidade. Morreu em 344 a.C.. É tido como ancestral dos orôntidas, que reinaram na Armênia, Sofena e Comagena nos Períodos Aquemênida e Helenístico. Orontes II, o sátrapa da Armênia que liderou o contingente armênio (com Mitranes I) na Batalha de Gaugamela em 331 a.C., era filho ou neto de Orontes.

## Nome
Orontes (Ὀρόντης, Oróntēs), Orontas (Ορώντας, Orṓntas), Orondes (Ὀρόνδης, Oróndēs), Aroandes (Αροάνδης, Aroándēs), Oroandes (Ὀροάνδης, Oroandēs), Aruandes (Αρουάνδης, Arouándēs) e Oruandes (Ὀρουάνδης, Orouándēs) são as formas gregas do persa antigo *Arvanta (*Arvanta-), que continuou a ser usado no persa médio e novo como Arvande (Arwand). O nome se associa ao avéstico auruuaṇt-, "rápido, vigoroso, corajoso", que por si só pode ser uma versão abreviada do nome avéstico Aurvataspa (Auruuaṱ.aspa-), "tendo cavalos velozes". Foi registrado em armênio como Ervande (Երուանդ, Erwand).

## Vida

### Antecedentes
Orontes era filho de Artasiro, um nobre bactriano,[a] que ocupava o cargo de alto escalão do "Olho do Rei", e foi sugerido ser a mesma pessoa que o nobre iraniano homônimo que participou da Batalha de Cunaxa em 401 a.C.. Orontes, portanto, às vezes é referido como "Orontes, o Bactriano". Ele e seu pai são os únicos bactrianos que ocuparam altos cargos no Império Aquemênida. Os bactrianos que se estabeleceram em outras partes do império o fizeram por vontade própria ou como colonos-guarnição. Orontes afirmava ser descendente do magnata persa Hidarnes I, um dos seis companheiros de Dario I (r. 522–486 a.C.). Esta afirmação é apoiada pelo casamento posterior de Orontes em 401 a.C. com Rodoguna, filha de Artaxerxes II (r. 404–358 a.C.). Orontes era, portanto, provavelmente descendente de Hidarnes através de sua linha materna, e não de sua linha paterna bactriana. A satrapia da Armênia parece ter sido um feudo semi-hereditário de Hidarnes, devido aos seus descendentes que o governaram até o Período Helenístico. Do lado materno, Orontes pode ter sido parente de dois nobres persas também chamados Orontes, que foram figuras proeminentes no final do século V a.C.. Um deles abandonou Ciro, o Jovem (falecido em 401 a.C.) durante sua tentativa de tomar o trono de Artaxerxes II e, como resultado, foi executado. O outro Orontes teria tido más relações com a mãe de Artaxerxes II, Parisátide, sendo eventualmente executados a seu pedido. De acordo com o autor grego clássico Plutarco (falecido depois de 119 d.C.), a aparência de Orontes era semelhante à da figura mitológica grega Alcmeão.

### Expedição ao Chipre

Chipre na Antiguidade

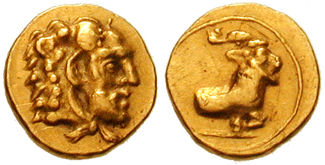
Estáter cunhada por

Orontes aparece pela primeira vez nos registros em 401 a.C., quando ele, como sátrapa da Armênia, assediou os Dez Mil após sua retirada em Cunaxa. A Arménia foi dividida em duas satrapias separadas, sendo a parte ocidental menor governada por um hiparca, que era subordinado ao sátrapa do resto da Arménia (referido como "Armina" na Inscrição de Beistum), que era Orontes. Em 386/385 a.C., Orontes foi nomeado comandante adjunto da expedição persa contra Evágoras I (r. 411–374 a.C.), o rei de Salamina em Chipre. Foi designado para liderar as forças terrestres persas, enquanto Tiribazo, o sátrapa da Jônia, liderava a marinha. Tiribazo também participou da Batalha em Cunaxa e supostamente conhecia Orontes desde seus primeiros dias na Armênia, já que Tiribazo serviu como hiparca de sua parte ocidental até 395 a.C..
Evágoras já havia sido vassalo do xainxá, mas começou a agir de forma mais independente. Inicialmente governando apenas Salamina, agora ganhou o controle de várias cidades de Chipre, apesar da exigência de Artaxerxes II de se abster de fazê-lo. Normalmente os xainxás estavam pouco interessados nos assuntos de Chipre e não interferiam nos assuntos dos seus reis. No entanto, o conflito entre Evágoras e as cidades de Chipre causou instabilidade. Isto atrapalhou os planos de Artaxerxes II de atacar o Egito, uma vez que Chipre também teria de desempenhar papel na sua expedição. Como resultado, Artaxerxes II procurou estabelecer o controle direto sobre a ilha.
Por volta de 382 a.C., os preparativos à campanha já haviam sido feitos, com uma batalha ocorrendo no ano seguinte perto da cidade cipriota de Cítio, onde os persas saíram vitoriosos devido à sua frota maior. Evágoras retirou-se para Salamina, que logo foi sitiada pelos persas. Não conseguindo a ajuda do faraó Acoris (r. 392/1–379/8 a.C.), Evágoras começou a negociar um tratado de paz com Tiribazo, oferecendo-se para se retirar de todas as cidades de Chipre, exceto Salamina, e pagar um tributo anual fixo à coroa persa. Tiribazo estava inclinado a aceitar a oferta, mas as negociações falharam depois que Evágoras se recusou a ceder também sua posição de rei. As negociações fizeram Orontes temer que Tiribazo colheria todas as honras e recompensas se também terminasse a Guerra do Chipre logo após ter liderado a reconquista das terras do Mediterrâneo Oriental. Como resultado, enviou uma série de acusações a Artaxerxes II, que mencionavam que Tiribazo estava deliberadamente prolongando a guerra e planejando declarar a independência. Artaxerxes II não foi capaz de fazer uma avaliação adequada devido à sua distância, mas não podia arriscar que Tiribazo arruinasse as recentes conquistas persas e, como resultado, prendeu-o em Susa.
Glos, que era sogro de Tiribazo e comandante da frota, temia ser acusado de cooperação. Como resultado, retornou ao oeste da Ásia Menor, levando consigo grande parte da unidade grega das forças persas. Isto enfraqueceu fortemente o poder da força de campanha, já que a maior parte dela era composta por gregos. Quando a notícia chegou às cidades gregas asiáticas, algumas delas – principalmente cidades jónicas – tentaram obter a independência. Com as forças restantes, Orontes retomou o cerco de Salamina e lançou um ataque que foi repelido. Além disso, também enfrentou a insubordinação e a indiferença de suas tropas, como resultado da prisão de Tiribazo. Devido à sua posição enfraquecida, Orontes foi forçado a fazer as pazes com Evágoras em 380 a.C.. Os termos do tratado eram que Evágoras era obrigado a pagar tributo ao xainxá, mas como rei subordinado e não como escravo. Artaxerxes III não considerou a conclusão da guerra satisfatória, pois custou 15 mil talentos, e como resultado Orontes caiu em desgraça. Pode ter sido depois deste evento que Orontes foi demitido como sátrapa da Arménia e enviado à distante região da Mísia. Enquanto isso, Tiribazo foi perdoado e restaurado à sua posição anterior.

### Atividade na Ásia Menor
Em 362/1 a.C., Orontes reaparece nas fontes como hiparca da Mísia, subordinado ao sátrapa Autofradates em Sárdis. Antes desse período, Orontes tentava expandir seu domínio. Como demonstrado pela sua cunhagem em Adramício e Cistene, recrutou mercenários, que o ajudaram a capturar a cidade de Cime e a derrotar as forças de cavalaria enviadas para lá por Autofradates para detê-lo. Em 362/1 a.C., Orontes foi escolhido como líder dos revoltados sátrapas da Ásia Menor devido à sua origem aristocrática, ao seu parentesco com Artaxerxes II, bem como à sua hostilidade para com este último. A revolta foi o culminar de uma série de revoltas lideradas por outros sátrapas, a partir de 366 a.C.. Os detalhes da revolta de Orontes são obscuros. Pode ter chegado até à Síria, mas isto continua a ser contestado. A revolta durou pouco, pois Orontes traiu seus aliados e transferiu sua lealdade de volta para Artaxerxes II. De acordo com o historiador grego clássico Diodoro Sículo (falecido por volta de 30 a.C.), Orontes pensou que seria grandemente recompensado se o fizesse num ponto tão crítico. Como Orontes possuía tropas e dinheiro, muitos outros sátrapas rebeldes seguiram o exemplo. Em 360/59 a.C., a revolta havia terminado. Orontes revoltou-se pela segunda vez em 354/3 a.C., muito provavelmente devido à sua decepção com as recompensas que recebeu do rei. Tomou a cidade de Pérgamo, mas acabou se reconciliando com o filho e sucessor de Artaxerxes II, Artaxerxes III (358  338 a.C.) e devolveu-lhe a cidade. Orontes morreu mais tarde em 344 a.C..

## Legado
Orontes é considerado o ancestral da dinastia orôntida, que se estabeleceu na Armênia, Sofena, e Comagena durante o período aquemênida e helenístico. Orontes II, que foi o sátrapa da Armênia e liderou o contingente armênio (junto com Mitranes I) na Batalha de Gaugamela em 331 a.C., era filho ou neto de Orontes. Orontes é mencionado em uma das estelas do Monte Ninrode, erguida por seu descendente Antíoco I de Comagena (r. 70–31 a.C.). A inscrição das estelas coloca Orontes como o fundador da dinastia orôntida e menciona seu casamento com Rodoguna, a fim de destacar a reivindicação comagenense de ascendência aquemênida. Um relevo de Orontes também foi erguido pelas estelas, que, no entanto, foram destruídas.

## Cunhagem

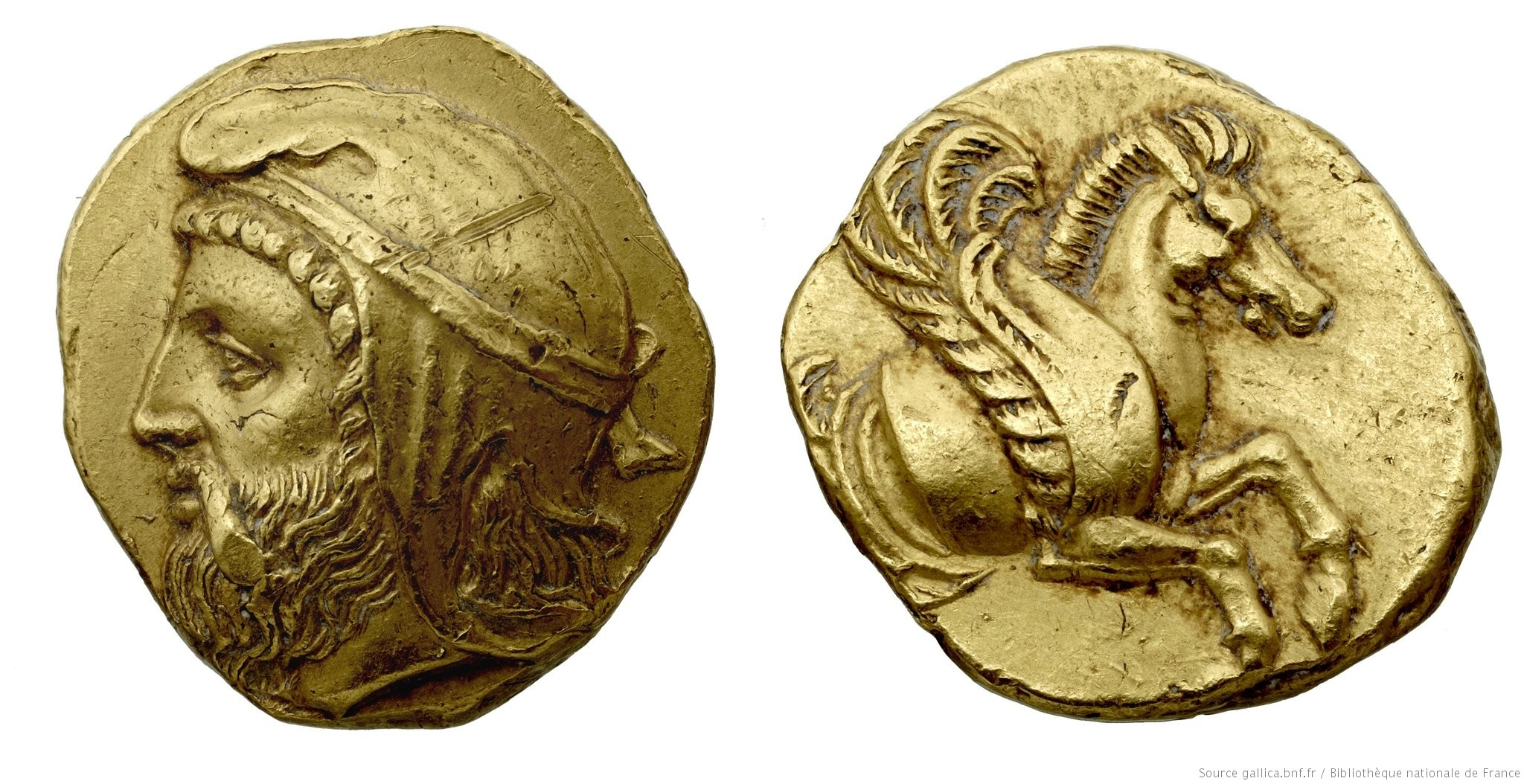
Moeda de ouro atribuída a Orontes I por alguns numismatas, cunhada em Lâmpsaco

Foi sugerido que as moedas de ouro cunhadas em Lâmpsaco eram de Orontes por dois motivos. A primeira razão foi que as moedas de bronze e prata cunhadas por Orontes com o mesmo tipo de reverso foram originalmente pensadas como tendo sido cunhadas em Lâmpsaco. No entanto, agora foi deduzido que as moedas de bronze e prata foram cunhadas em Adramício e Cistena. A segunda foi que essas moedas foram todas cunhadas durante no mesmo período, entre 387–330 a.C., de acordo com a numismata americana Agnes Baldwin.
De acordo com a numismata Hyla A. Troxell não há nada que sugira que Orontes controlasse Lâmpsaco. Quando o sátrapa Artabazo II se rebelou contra Artaxerxes III em 356 a.C. ele contratou o comandante militar ateniense Carés. Este último infligiu uma pesada derrota às forças do rei e retomou Sigeu e Lâmpsaco para Artabazo. Troxell argumenta que Orontes já havia iniciado sua segunda revolta até então, devido à sua correspondência com os atenienses, que lhe concederam a cidadania ateniense. Ele acrescenta ainda que Carés não teria tomado Lâmpsaco de Orontes, pois o último era parente de Artabazo[b] e estava em rebelião contra o rei na época. Em 352 a.C., Lâmpsaco estava mais uma vez sob o controle do rei. Troxell sugere que a moeda de ouro pode ter sido cunhada por Artabazo, ou mesmo por um sátrapa desconhecido leal ao rei.